# 크림 전쟁

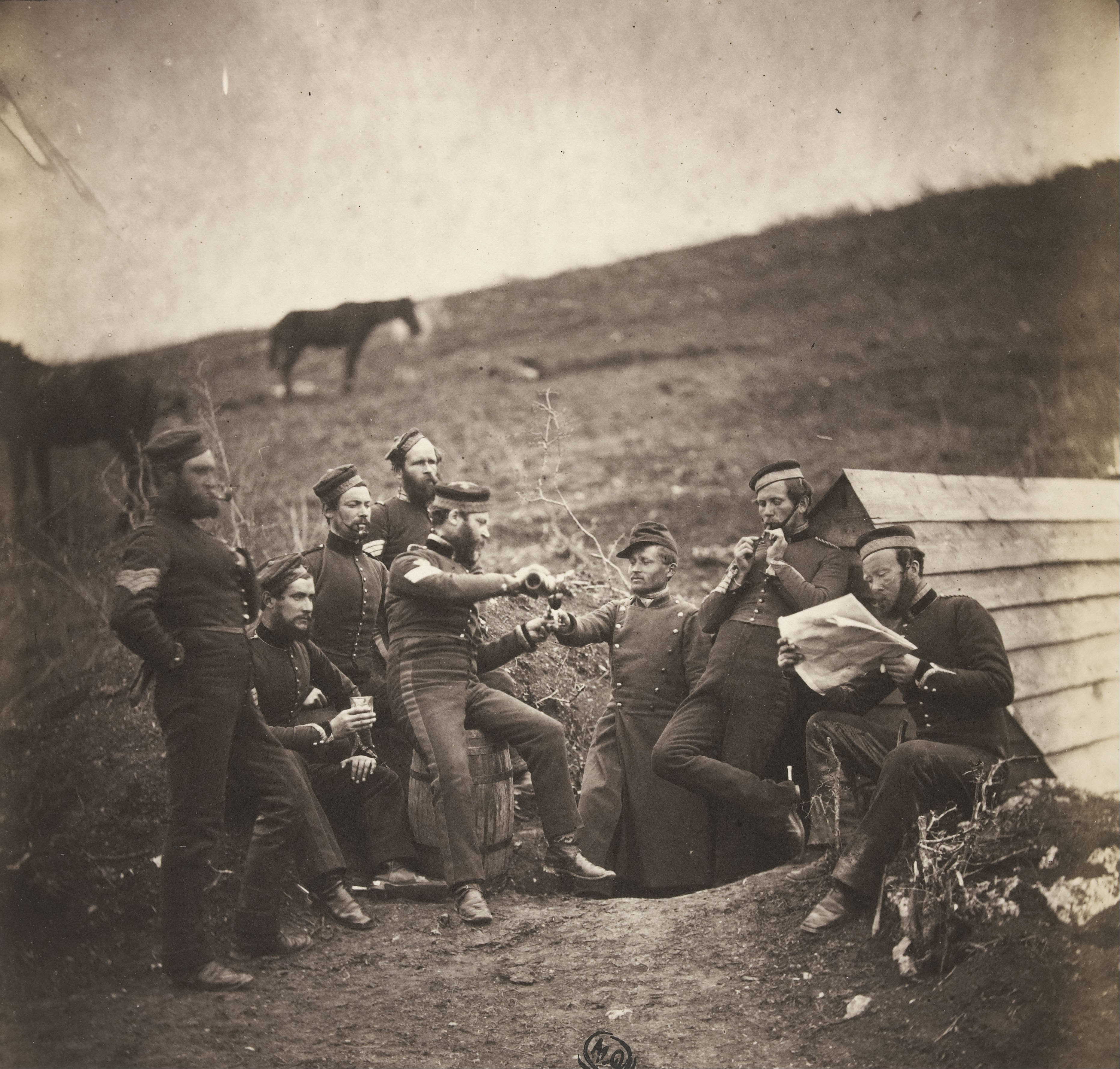
로저 펜튼의 첫 전쟁 사진들 중 하나

크림 전쟁(Guerre de Crimée; Кры́мская война́ Krymskaya voina 또는 Восто́чная война́ Vostochnaya voina ("동방 전쟁"); Kırım Savaşı, 영어: Crimean War)은 1853년 10월부터 1856년 2월까지 크림반도에서 벌어진 전쟁으로, 러시아 제국이 오스만 제국, 프랑스 제2제국, 대영제국과 사르데냐 왕국이 결성한 동맹군에 패배한 전쟁이다. 전쟁의 촉발 원인은 오스만 제국이 성지에 거주하는 소수 기독교도들의 권리와 연관되어 있었다. 프랑스는 로마 가톨릭교도들의 권리를 증진시키고자 했으나, 러시아 제국은 동방 정교회 신자들의 권리를 증진시키고자 했다. 장기적인 원인에는 오스만 제국의 쇠퇴와 영국 및 프랑스의 러시아 제국 견제가 포함되어 있었다.
교회들이 각자의 다양성을 해결하고 합의에 도달하는 동안 니콜라이 1세와 나폴레옹 3세는 주장을 굽히는 것을 거절했다. 니콜라이 1세는 러시아 제국의 동방 종교회 국민들이 그의 보호에 놓여야 한다고 주장하는 최후통첩을 보냈다. 영국은 니콜라이 1세가 동의했던 절충안을 처리하고, 중재를 시도하려고 했다. 오스만 제국이 변화를 요구하자 니콜라이 1세는 이를 거절하고 전쟁을 준비했다. 프랑스와 영국의 지지를 약속받은 오스만 제국 정부는 1853년 10월 러시아 제국에 전쟁을 선포했다.
전쟁은 오늘날 루마니아의 일부인 몰다비아 공국, 왈라키아 공국이 있던 다뉴브강 유역에서 처음 발발했다. 이곳은 1853년 7월 러시아군이 점령했던 지역으로, 오스만 제국의 종주국이었다. 오마르 파샤의 지휘 하에 오스만 제국군은 다뉴브강을 건너 격렬한 방어전 이후 실리스트라에서 진군을 정지했다. 동부 아나톨리아에 위치한 카르스 요새에 대한 러시아 제국의 공격은 포위로 이어졌고 오스만 제국의 병력 증원 시도는 시노프 해전에서 러시아 제국 해군에 의해 부대가 궤멸되어 실패로 끝났다. 오스만 제국군의 붕괴를 우려한 영국과 프랑스는 갈리폴리에 군대를 파견했다. 이후 양국 군대는 6월에 바르나로 이동했고, 적절한 시간에 도착해 러시아군이 실리스트라를 포기하는 데 기여했다. 콘스탄차에서 소규모 충돌이 있었지만 연합군이 할 수 있는 일은 많지 않았다. 허비된 노력에 의해 좌절된 이후, 국민들의 전투 요구에 의해 연합군은 흑해의 크림반도에 위치한 세바스토폴의 러시아 해군 기지를 공격하기로 결정했다. 확장된 준비 기간 끝에 1854년 9월 연합군은 크림반도에 상륙했고 연이은 승전 이후 세바스토폴 남쪽 입구로 가는 길목에서 전투를 벌였다. 러시아 제국은 발라클라바 전투를 통해 반격을 시도했고 이는 격퇴되었지만, 영국 육군 병력은 이 전투 이후 크게 감소되었다. 두 번째 반격은 오마르 파샤가 이끄는 오스만 제국군에 의해 격퇴되었다. 크림반도에서의 전투는 포위전으로 바뀌었고 양측 군대에 끔찍한 전선이 이어지게 되었다. 소규모 전투가 발트해, 캅카스산맥, 백해, 북태평양 일대에서 벌어졌다.
세바스토폴은 11개월 간의 전투 끝에 함락되었고 중립국이 연합국의 편을 들기 시작했다. 전쟁이 이어진다면 서구의 침공이 있을 것이라는 암울하고 고립된 전망이 이어지자 러시아 제국은 1856년 3월 평화를 요구했다. 전쟁이 너무 오랫동안 이어져서 국민들이 전쟁에 반발하기 시작했기 때문에, 영국과 프랑스는 이를 환영했다. 1856년 3월 30일 전쟁은 파리 조약에 의해 종결되었다. 러시아 제국은 흑해에서 적대적인 활동이 금지되었다. 오스만 제국의 속국이었던 왈라키아 공국과 몰다비아 공국은 더 큰 자치권을 얻었다. 이 지역의 기독교도인들은 공식적인 평등권을 얻었고, 동방 정교회는 분쟁 속에서 기독교도들에 대한 통제권을 회복했다.
크림 전쟁은 포탄과 철도, 전보와 같은 현대 기술을 사용한 최초의 전쟁들 중 하나로 알려져 있다.(Preface) 또한 최초로 이 전쟁은 기사와 전쟁 사진에 의해 기록되기도 했다. 경기병대의 돌격의 전설이 설명하듯, 이 전쟁은 병참, 의료, 그리고 전술적 실패와 실수의 상징이 되었다. 영국 내부에서는 플로렌스 나이팅게일에 의해 의료에 대한 전문성을 이룩함으로써 이를 해결했다.

## 같이 보기
- 국제 관계 (1814년-1919년)